# Cernăteşti
Cernăteşti es una comuna ubicada en el distrito de Dolj, Rumania.

## Superficie
Posee una superficie de 57,24 kilómetros cuadrados.

## Demografía
Hasta 2021 la población era de 1559 habitantes, con una densidad de población de 27,24 habitantes por kilómetro cuadrado.